# Ipanema
Ipanema (název vychází z indiánského pojmenování pro „páchnoucí jezero“) je pláž ve stejnojmenné čtvrti v jižní části brazilského města Rio de Janeiro. Místní pláž, která patří mezi hlavní turistické magnety města, je považována za druhou nejznámější pláž v Riu, hned za pláží Copacabana. V jejím bezprostředním okolí se nacházejí univerzity, bezpočet kaváren, divadel, galerií a dalších míst, které Ipanemu pasují do role jednoho z hlavních kulturních center města. Během karnevalu zde také mají velký slavnostní průvod.